# Cubaris boliviana
Cubaris boliviana är en kräftdjursart som först beskrevs av Dollfus 1897.  Cubaris boliviana ingår i släktet Cubaris och familjen Armadillidae. Inga underarter finns listade i Catalogue of Life.